# Pryzmat Amiciego
Pryzmat Amiciego (pryzmat dachowy, prostokątny pryzmat dachowy, pryzmat Porro) – odwracający obraz i zmniejszający aberrację chromatyczną element przyrządów optycznych, np. „szukaczy” teleskopów optycznych lub refraktometrów Abbego. Jego pomysłodawcą był włoski astronom, optyk, botanik i matematyk – Giovanni Battista Amici (1786–1863).

## Odkrycie i zasada działania
Innowacyjny pomysł G.B. Amiciego, który w przyszłości umożliwił rozwój technik mikroskopowych i technik obserwacji astronomicznych, dotyczył możliwości zmniejszenia dyspersji światła przez połączenie początkowo dwóch, a następnie trzech pryzmatów, sporządzonych z materiałów o różnym współczynniku dyspersji. Pierwszy taki pryzmat achromatyczny, który załamuje światło nie rozszczepiając go, Amici otrzymał sklejając pryzmaty wykonane ze szkła kronowego i flintu. Sklejenie dwóch takich pryzmatów (ścianką z flintu) było kolejnym krokiem, prowadzącym do otrzymania pryzmatu znanego dzisiaj jako à vision directe – rozszczepiającego światło bez jego załamania.
Amici nie opublikował swoich wynalazków – zostały opisane przez G.B. Donatiego w latach 1862 i 1866.

## Współczesne zastosowania

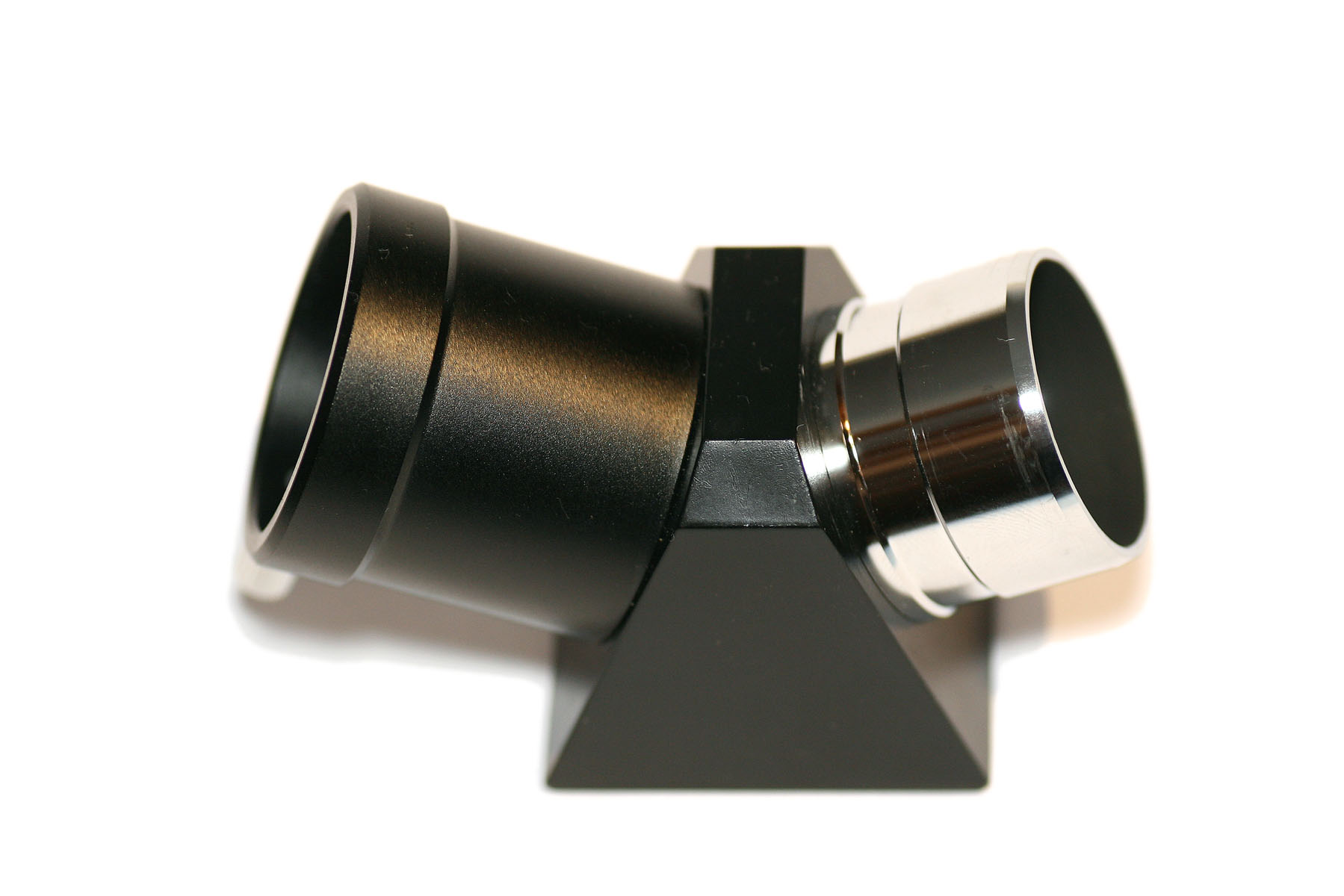
Pryzmat Amiciego do amatorskich obserwacji astronomicznych

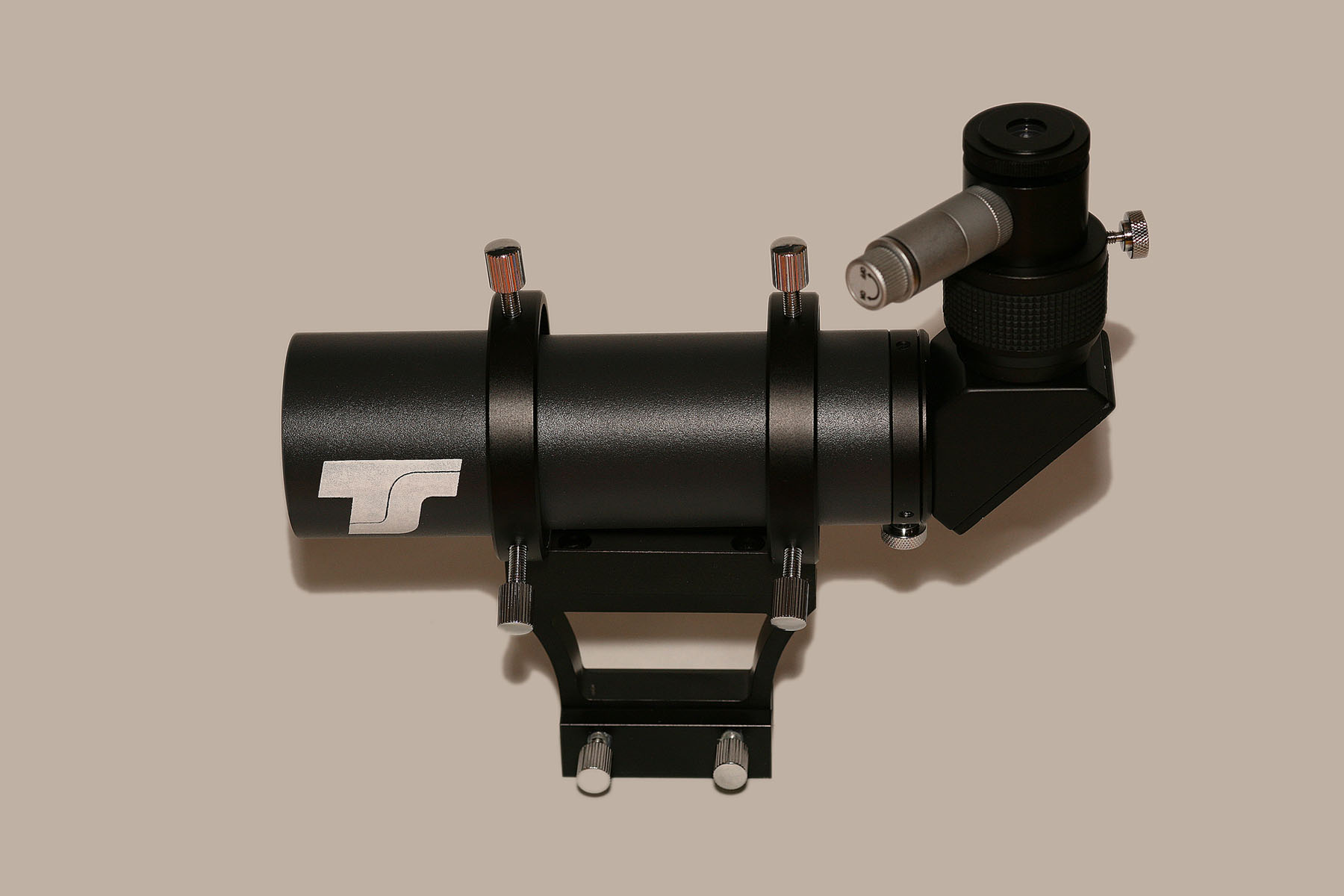
Szukacz teleskopu optycznego

Współcześnie popularne są tzw. dachowe pryzmaty Amici, które odwracają wiązkę o 90° i obracają obraz o 180°.
Umożliwiają prostowanie obrazów odwróconych przez obiektywy. Pryzmaty te często są używane w parach, co pozwala przemieszczać wiązki nie zmieniając ich kierunku. Zachodzi w nich całkowite wewnętrzne odbicie do 100%. Standard wykonania i cena zależą od potencjalnego zastosowania, np. w urządzeniach do badań naukowych lub w amatorskim sprzęcie do obserwacji astronomicznych. Oferowane są pryzmaty o coraz doskonalszej płaskości powierzchni. Stosowane są też specjalne powłoki wewnętrzne i zewnętrzne, np. powłoki antyrefleksyjne na powierzchniach wejścia i wyjścia wiązki lub powłoki z aluminium (z czarną farbą ochronną lub lustrzane).